# معاهدة عدم الاعتداء الإستونية السوفييتية
كانت معاهدة عدم الاعتداء الإستونية السوفييتية معاهدة عدم اعتداء تم توقيعها بين الاتحاد السوفييتي وإستونيا في 4 مايو 1932. تم التصديق عليها من قبل إستونيا في 29 يوليو 1932 والاتحاد السوفييتي في 5 أغسطس 1932، ودخلت حيز التنفيذ في 18 أغسطس 1932 لمدة 3 سنوات.  وقد أتاح الاتفاق الفرصة للتخلي عنه قبل ستة أشهر من انتهاء مدته أو من قبل إستونيا أو الاتحاد السوفييتي في أي وقت دون إشعار في حالة وقوع عمل عدواني من قبل الطرف الآخر ضد أي دولة ثالثة.  إذا لم يتم التراجع عن الاتفاق، فسيتم تمديده كل عامين لفترة غير محددة.  تم تمديد الاتفاقية حتى 31 ديسمبر 1945 في 4 أبريل 1934 وتم تأكيدها مرة أخرى في 28 سبتمبر 1939.  ولكن في 14 يونيو 1940 حاصر الاتحاد السوفييتي إستونيا بحرا وجوا واحتلها في 16 يونيو.
نصت المعاهدة في مادتها الأولى ضمان كل طرف حدود الطرف الآخر التي حددتها معاهدة تارتو، ويجب ألا يتعدى أي طرف على حدود الطرف الآخر. وفي المادة الثانية يتفق كل طرف على عدم تشكيل تحالف ضد الآخر، أو تشكيل تحالف ضد بعضهم البعض، أو فرض حظر سياسي أو اقتصادي على بعضهم البعض.